# Serrat del Soler (Bertí)
El Serrat del Soler, o les Serretes, és una serra del terme municipal de Sant Quirze Safaja a la comarca del Moianès.
Assoleix una elevació màxima de 866,8 metres d'altitud, i forma part del territori del poble rural de Bertí. Està situat al sector de llevant del terme, al nord del poble rural on es troba. A l'extrem sud-oest del serrat es troba el Collet del Soler, a la part mitjana, el Collet de la Feu i a l'extrem nord-est, el Collet de les Pereres. Prop del Collet de la Feu hi havia hagut la masia de la Feu. És a ponent del Pla de Bernils.